# 간베촌 (아이치현 아쓰미군)
간베촌(神戸村)은 일본 아이치현 아쓰미군에 설치되었던 촌이다. 현재의 다하라시의 일부에 해당한다.